# Município de Green (condado de Mahoning, Ohio)
O município de Green (em inglês: Green Township) é um município localizado no condado de Mahoning no estado estadounidense de Ohio. No ano de 2010 tinha uma população de 3 532 habitantes e uma densidade populacional de 43,68 pessoas por km².

## Geografia
O município de Green encontra-se localizado nas coordenadas 40° 57′ 04″ N, 80° 47′ 50″ O. Segundo o Departamento do Censo dos Estados Unidos, o município tem uma superfície total de 80.87 km², da qual 79,76 km² correspondem a terra firme e (1,37 %) 1,11 km² é água.

## Demografia
Segundo o censo de 2010, tinha 3 532 pessoas residindo no município de Green. A densidade populacional era de 43,68 hab./km².